# Provinz asch-Scharqiyya

Seit kurzem gibt es ein 12. Gouvernorat al-Udayd, das aus dem südöstlichen Teil des Gouvernorats al-Ahsa gebildet wurde

Die Provinz asch-Scharqiyya (arabisch المنطقة الشرقية, DMG al-Minṭaqa aš-Šarqīya, deutsch Östliche Provinz, auch englisch Eastern Province) ist die flächenmäßig größte Provinz in Saudi-Arabien. Sie hat eine Fläche von 672.522 km² und besitzt gut 5,1 Millionen Einwohner (Stand 2022).
Die Verwaltungseinheit erstreckt sich entlang der gesamten saudi-arabischen Küste des Persischen Golfs. Sie besitzt Grenzen zu den Nachbarstaaten Irak, Kuwait, Bahrain, Katar, Vereinigte Arabische Emirate, Oman und Jemen. Die Hauptstadt ist Dammam. Hier befindet sich neben Riad und Dschidda einer der drei internationalen saudischen Flughäfen.
Einige Kilometer entfernt von Dammam befindet sich al-Chubar, ein Wirtschaftszentrum mit großem Seehafen. Hier beginnt der so genannte King Fahd Causeway, welcher den Inselstaat Bahrain mit dem saudischen Festland verbindet. Er wurde in den 1980er Jahren fertiggestellt. Üblicherweise ist diese Brücke überfüllt mit Reisenden aus Saudi-Arabien und Kuwait, die zum Wochenende das liberalere Bahrain aufsuchen, um an einem freizügigen Nachtleben teilnehmen zu können.
Die Nachbarstadt von al-Chubar ist Dhahran. Hier befindet sich der Hauptsitz von Aramco, einem saudisch-amerikanischen Gemeinschaftsunternehmen zur Erdöl-Forschung und -förderung. Hier befinden sich auch die meisten Erdölfelder Saudi-Arabiens. Dieses Öl wird vom Überseehafen Ra's Tanura in al-Dschubail in viele Länder verschifft. Außerdem gilt es als Ausgangsstoff für viele Chemieanlagen in al-Dschubail.
Das zweite Hauptprodukt des Königreichs – Datteln – macht außerdem einen Großteil der Wirtschaft in der asch-Scharqiyya aus. Jedes Jahr werden tausende Tonnen Datteln in den Oasen von al-Hasa und al-Qatif geerntet.
Der aktuelle Regent der Provinz ist Saud bin Naif Al Saud, ein Sohn des ehemaligen Kronprinzen Naif ibn Abd al-Aziz. Asch-Scharqiyya wurde im Jahre 1914 von den Saudis erobert. Sie war bis dahin Bestandteil des Osmanischen Reichs und unter dem Namen al-Hasa bekannt.
Eine bedeutende Minderheit der Bevölkerung bekennt sich zur schiitischen Richtung des Islam, wie auch im benachbarten Bahrain. Schiiten leben in Saudi-Arabien unter schlechten Bedingungen, da der Wahhabismus Staatsreligion ist und die Schia nicht anerkennt. Das ist der Hauptgrund dafür, dass die Opposition gegen das saudische Königshaus in dieser Provinz relativ viele Anhänger findet.
Der steinzeitliche Fundort Dosariyah wurde 1968 entdeckt.

## Gouvernorate von asch-Scharqiyya
| Gouvernorat     | Einwoh- ner (2022) |
| --------------- | ------------------ |
| Hafar al-Batin  | 467.007            |
| al-Khafij       | 84.316             |
| Qaryat al-Ulya  | 21.788             |
| al-Nuayriyah    | 63.815             |
| al-Jubayl       | 505.162            |
| Dammam          | 1.532.326          |
| Ra's Tanura     | 62.314             |
| al-Qatif        | 552.442            |
| al-Khubar       | 658.550            |
| Abqaiq          | 64.632             |
| al-Hasa         | 1.104.267          |
| al-Udayd        | 8.635              |
| asch-Scharqiyya | 5.125.254          |

## Wichtige Städte in asch-Scharqiyya
- Dammam: Hauptstadt der asch-Scharqiyya, fünftgrößte Stadt Saudi-Arabiens
- Hofuf: in der Region al-Hasa, der größten Oase Asiens
- Abqaiq: Heimat vieler Öl- und Gas-Anlagen
- al-Chubar: Hauptwirtschaftszentrum der asch-Scharqiyya
- al-Dschubail: eine von zwei Haupt-Industriestädten Saudi-Arabiens (neben Yanbu al-bahr (Quelle am Meer))
- al-Qatif: große Oase an der Küste des Persischen Golfs, größtes Fischerzentrum Saudi-Arabiens und des Golfes, fast alle Einwohner sind Schiiten
- Saihat: Stadt an der Küste des Persischen Golfs
- Chafdschi: Industriestadt an der Grenze zu Kuwait; eingenommen von Irakern während des Golf-Kriegs (siehe auch: Schlacht um Chafdschi)
- Dhahran: Zentrum der saudischen Ölindustrie, Hauptsitz von Aramco
- Ra's Tanura: größte Erdölraffinerie der Welt, Haupt-Ölexporthafen Saudi-Arabiens
- Udhailiya: nahe der Grenze zu den Vereinigten Arabischen Emiraten

## Gouverneure
| Namen                             | Zeitraum  | ernannt von       |
| --------------------------------- | --------- | ----------------- |
| Abdullah bin Jiluwi Al Saud       | 1913–38   | Emir Abdul Rahman |
| Saud bin Abdullah Al Saud         | 1938–67   | Ibn Saud          |
| Abdul Muhsin bin Abdullah Al Saud | 1967–85   | König Faisal      |
| Mohammed bin Fahd Al Saud         | 1985–2013 | König Fahd        |
| Saud bin Naif Al Saud             | seit 2013 | König Abdullah    |